# Haraldturm

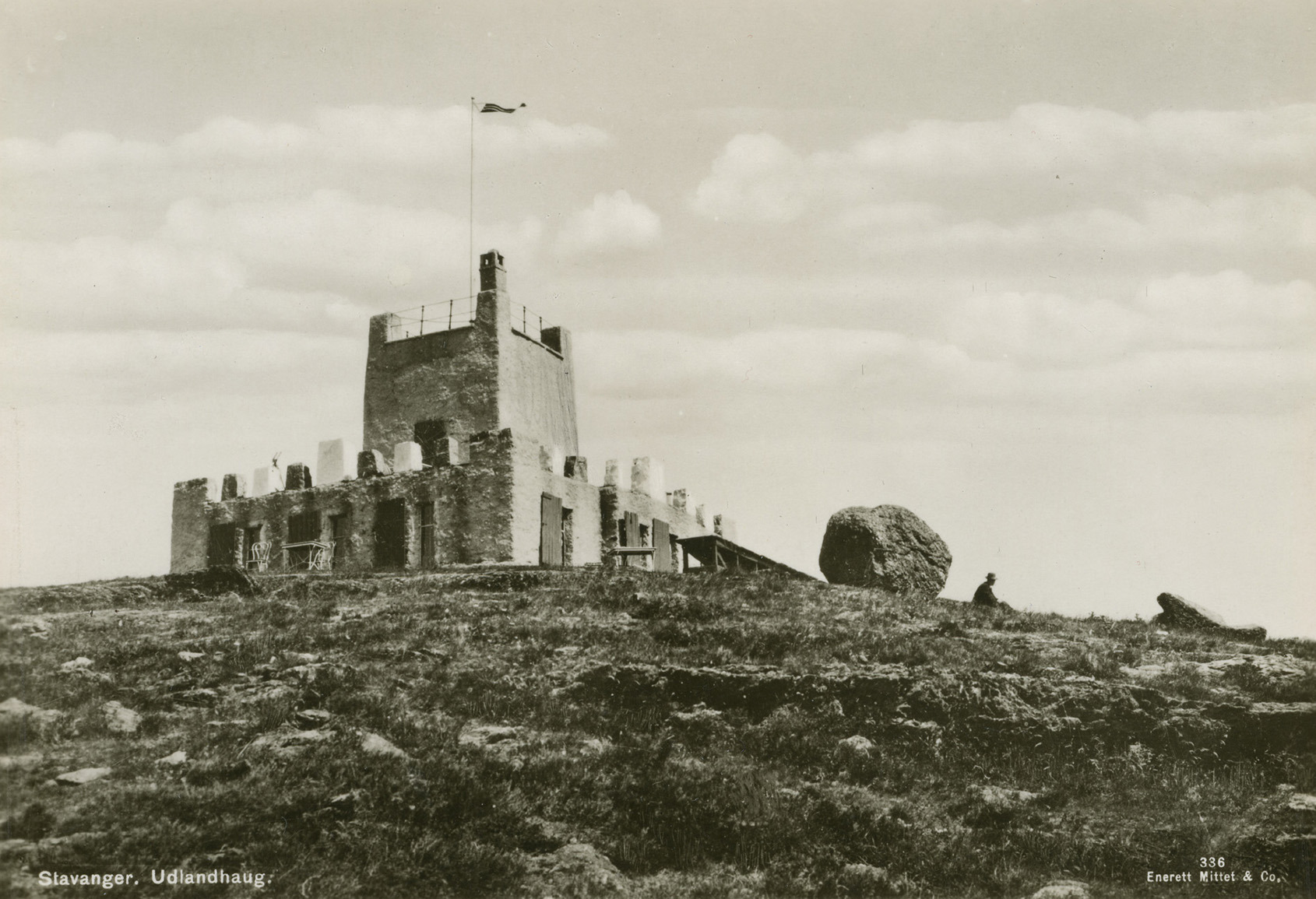
Haraldturm

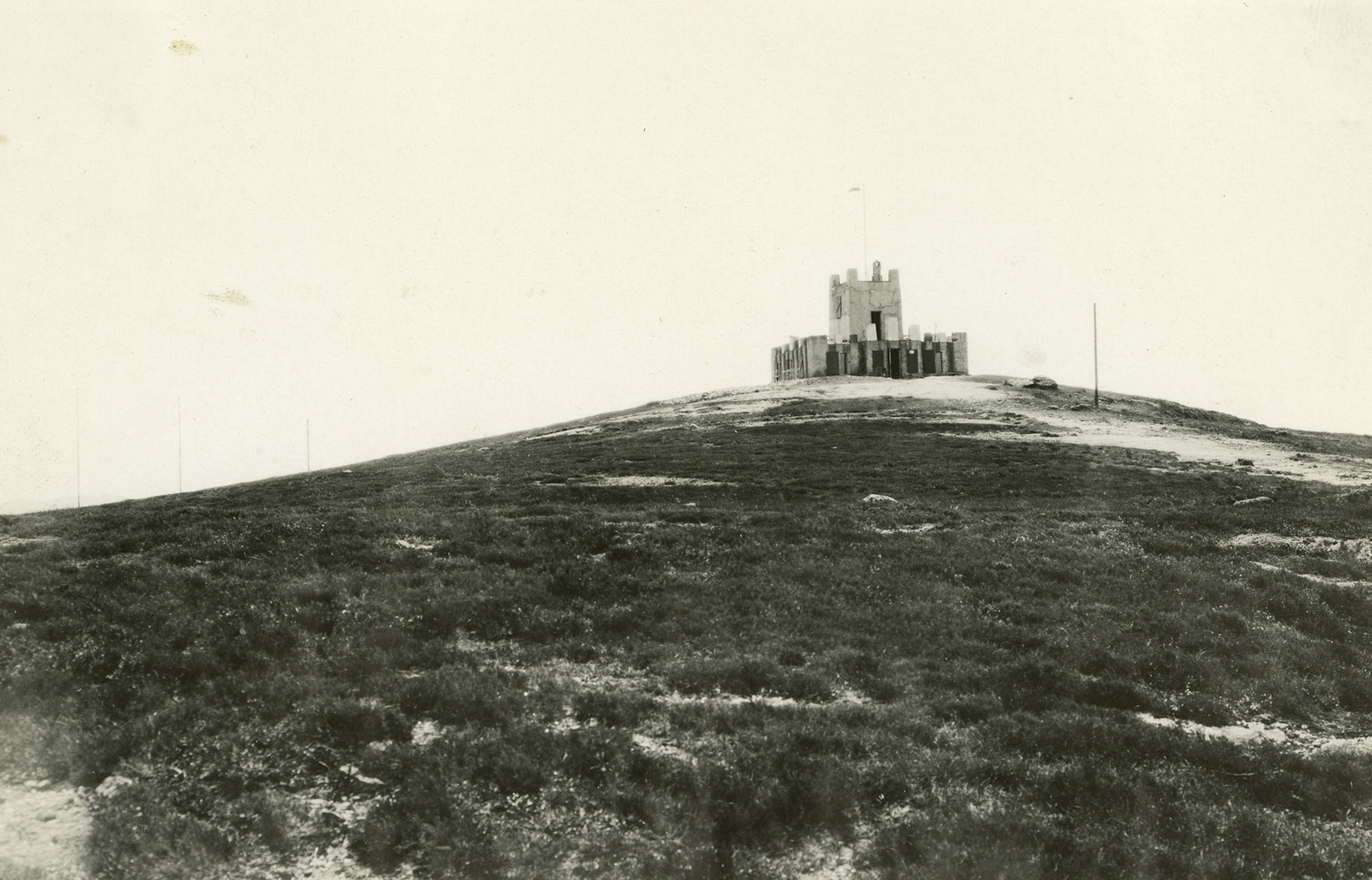
Haraldturm um 1900

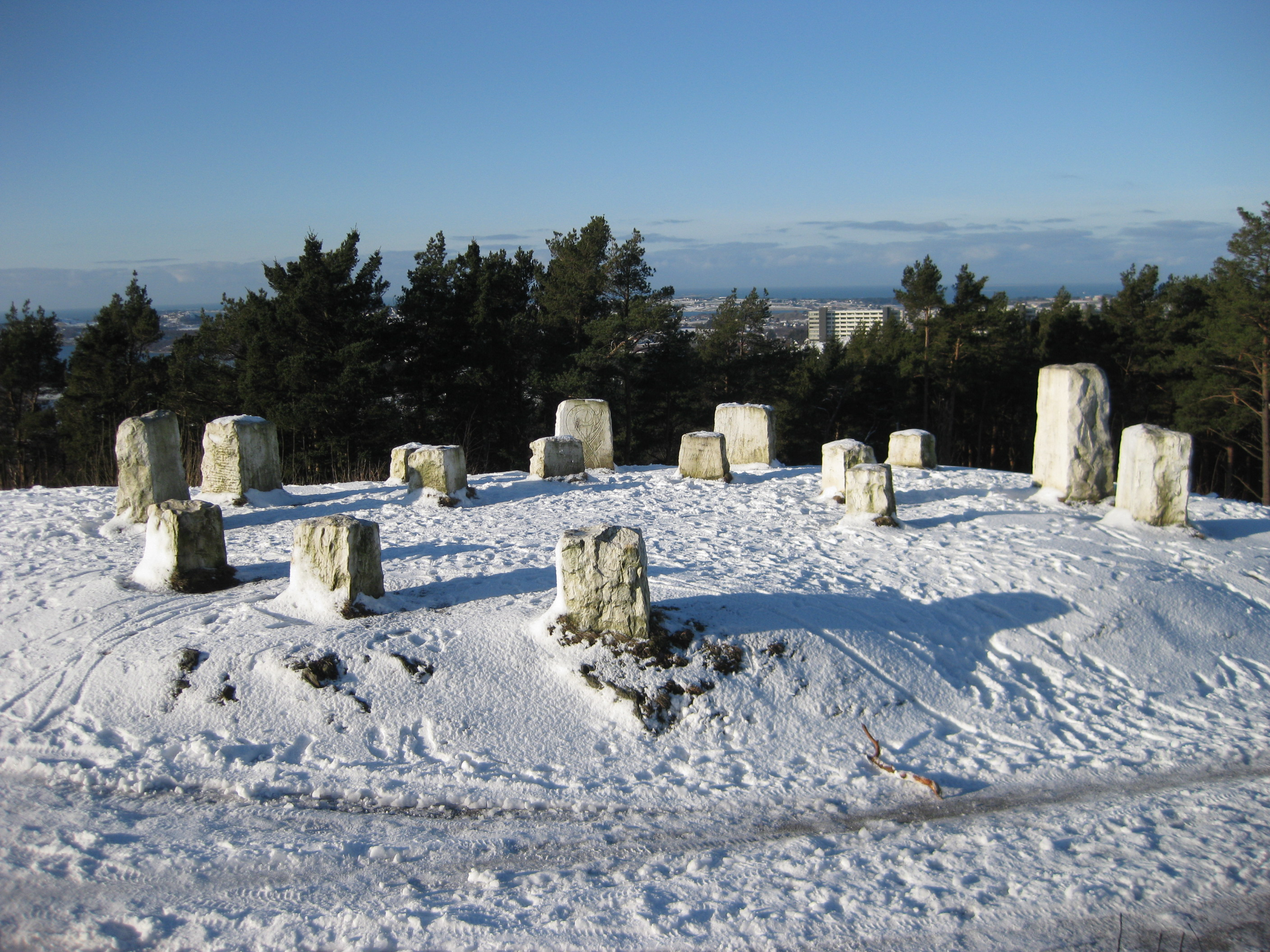
Gedenksteine im Winter 2012

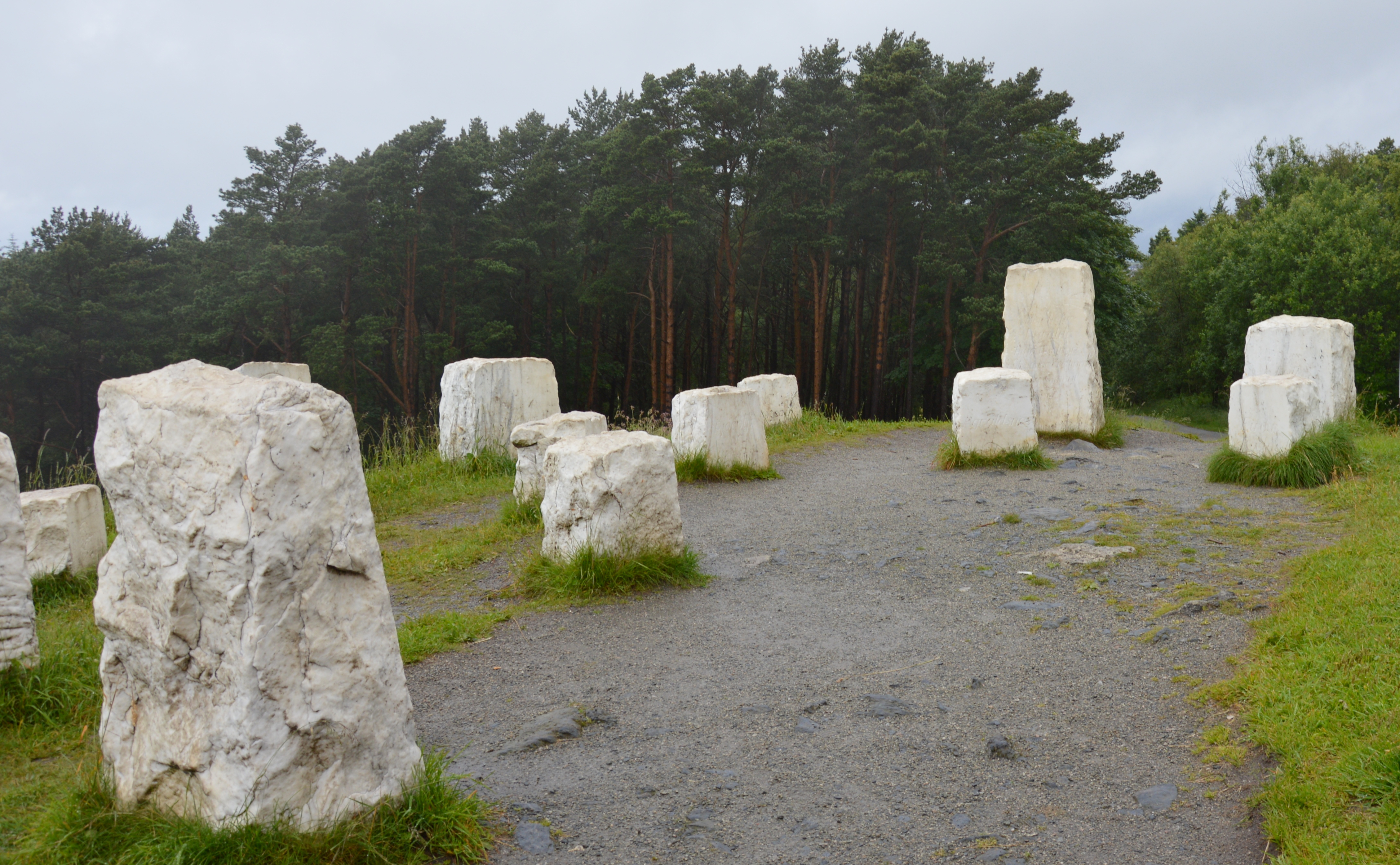
2017

Der Haraldturm (norwegisch: Haraldstårnet) war ein Turm in der norwegischen Stadt Stavanger. Er erinnerte an die Schlacht am Hafrsfjord im Jahr 872, in deren Ergebnis Harald Schönhaar erster König Norwegens wurde und war ein Denkmal für die damit erfolgte nationale Vereinigung Norwegens. Vom Turm sind heute noch 16 Gedenksteine erhalten.

## Lage
Der Turm befand sich westlich von Stavanger auf dem Hügel Ullandhaug im zum Distrikt Sørmarka gehörenden gleichnamigen Stadtteil Ullandhaug, etwa am Standort des heutigen Sendeturms Ullandhaugtårnet. Westlich zu Füßen des Sendeturms befinden sich die erhaltenen Gedenksteine.

## Geschichte
Der Haraldturm war im Jahr 1895, nach anderen Angaben im Jahr 1896, vom Stavanger Touristenverein auf dem damals weitgehend baumlosen Ullandhaug errichtet worden. Das Erscheinungsbild des Turms wirkte eher gedrungen und erinnerte mit den dem Turm umgebenen flachen Gebäudeteil an eine Festung. In der Ausgestaltung des Turms orientierte man sich am Zeitalter der Wikinger. Die heute noch erhaltenen Gedenksteine befanden sich auf dem Dach des Gebäudes. Das Innere der Anlage nahm ein langer Saal ein, der mit großen die Schlacht am Hafrsfjord thematisierenden Gemälden und Runeninschriften gestaltet war. In dem Saal war über Jahre ein Café untergebracht, das jedoch einen nur mäßigen Besucherzuspruch fand.
Während des Zweiten Weltkriegs errichteten deutsche Truppen auf dem Hügel eine Flugabwehrbatterie. Dabei wurden die Reste des Turms zerstört. Die 16 aus Marmor geschaffenen und mit Inschriften versehenen Gedenksteine blieben erhalten und wurden später auf dem Hügel in Form von zwei Kreisen neu aufgestellt.
Die Inschrift eines der Steine verweist mit der Bezeichnung Stafangr auf den Ursprung des Stadtnamens von Stavanger.